# 9e division de réserve (Empire allemand)
Pour les articles homonymes, voir 9e division.
La 9e division de réserve est une unité de l'armée allemande qui participe à la Première Guerre mondiale. Au déclenchement du conflit, elle forme avec la 10e division de réserve le Ve corps de réserve. La division poursuit les troupes françaises le long de la Meuse puis en Argonne avant de participer à la bataille de la Marne, elle occupe au cours du mois d'octobre un secteur à l'est de Verdun avant d'être engagée en Flandres en novembre 1914.
De décembre 1914 à avril 1916, la 9e division de réserve occupe un secteur du front dans la région de Verdun, elle participe à partir du mois de février à la bataille de Verdun. Elle est ensuite engagée dans la Somme. En 1917, la division à Arras, Passchendaele et Cambrai. En 1918, elle participe à l'opération Michael et aux combats sur la Lys avant d'adopter une posture défensive durant l'été et l'automne 1918. Après la signature de l'armistice, la division est transférée en Allemagne et dissoute l'année suivante.

## Première Guerre mondiale

### Composition

#### Mobilisation en 1914 - 1915
- 17e brigade d'infanterie de réserve

6e régiment d'infanterie de réserve
7e régiment d'infanterie de réserve
- 19e brigade d'infanterie de réserve

19e régiment d'infanterie de réserve
5e bataillon de jäger de réserve
- 3 escadrons du 3e régiment de dragons de réserve
- 9e régiment d'artillerie de campagne de réserve (6 batteries)
- 4e compagnie et 2e compagnie de réserve du 5e bataillon de pionniers

#### 1916
- 17e brigade d'infanterie de réserve

6e régiment d'infanterie de réserve
19e régiment d'infanterie de réserve
102e régiment de landwehr
- 18e brigade d'infanterie de réserve

5e bataillon de jäger de réserve
98e régiment d'infanterie de réserve
395e régiment d'infanterie
- 3 escadrons du 3e régiment de dragons de réserve
- 9e régiment d'artillerie de campagne de réserve (6 batteries)
- 4e compagnie et 2e compagnie de réserve du 5e bataillon de pionniers

#### 1917
- 18e brigade d'infanterie de réserve

6e régiment d'infanterie de réserve
19e régiment d'infanterie de réserve
395e régiment d'infanterie
- 1er et 3e escadrons du 3e régiment de dragons de réserve
- 97e commandement d'artillerie divisionnaire

9e régiment d'artillerie de campagne de réserve (9 batteries)
- 309e bataillon de pionniers

#### 1918
- 18e brigade d'infanterie de réserve

6e régiment d'infanterie de réserve
19e régiment d'infanterie de réserve
395e régiment d'infanterie
- 1er et 3e escadrons du 3e régiment de dragons de réserve
- 97e commandement d'artillerie divisionnaire

9e régiment d'artillerie de campagne de réserve (9 batteries)
29e bataillon d'artillerie à pied (état-major, 1re et 3e batteries)
- 309e bataillon de pionniers

### Historique
Au déclenchement de la Première Guerre mondiale, la 9e division de réserve forme avec la 10e division de réserve le Ve corps de réserve rattaché à la Ve armée allemande.

#### 1914
- 2 - 22 août : concentration de la division dans la région de Sarrebruck et entre dans la province de Luxembourg en Belgique.
- 22 - 27 août : engagée dans la bataille de Longwy, combats vers Ville-au-Montois.
- 27 août - 2 septembre : poursuite des troupes françaises vers la Meuse, combats vers Consenvoye et Flabas pour atteindre Sivry-sur-Meuse le 2 septembre[1].
- 2 - 6 septembre : poursuite des troupes françaises en Argonne.
- 6 - 10 septembre : engagée dans la bataille de la Marne (bataille de Revigny), combats autour de Vaubecourt[1].
- 10 septembre - 10 novembre : repli allemand, la division occupe un secteur du front dans la plaine de Woëvre, puis vers la fin du mois d'octobre un secteur du front dans la région de Étraye, de Wavrille et de Romagne-sous-les-Côtes. Combat vers Maucourt-sur-Orne le 10 novembre.
- 10 - 25 novembre : retrait du front, transport par V.F. en Flandres. Engagée dans la première bataille d'Ypres dans le secteur de Poelkapelle et de Bikschote en soutien du IIIe corps de réserve, la division subit de fortes pertes[1].

#### 1915
- 25 novembre 1914 - 20 février 1916 : retrait du front, puis mouvement par V.F. vers Verdun, occupation d'un secteur vers Étain, Gincrey et Warcq. En avril 1915, le 7e régiment de réserve est transféré à la 121e division d'infanterie nouvellement formée[1].

#### 1916
- 20 février - 22 avril : engagée dans la bataille de Verdun.

20 février - 9 mars : retrait du front, la division forme avec les meilleures unités la composant un bataillon d'assaut intégré au XVe corps d'armée qui participe aux premiers combats de la bataille de Verdun avec de fortes pertes.
9 mars - 12 mars : progression par Maucourt-sur-Orne et Ornes, occupation d'un secteur au nord de Vaux-devant-Damloup. Le 9 et le 10 mars, attaque du village et du fort de Vaux sans progression avec de fortes pertes.
12 - 20 mars : retrait du front, repos dans la région de Senon et de Amel-sur-l'Étang.
20 mars - 22 avril : en ligne dans le secteur de Damloup ; la division subit des pertes importantes par des bombardements d'artillerie continus.
- 22 avril - 12 juin : retrait du front, repos dans la région de Saverne.
- 12 juin - 20 septembre : mouvement par V.F. en Champagne. À partir du 20 juin, occupation d'un secteur vers Souain et Tahure.
- 20 septembre - 18 octobre : retrait du front, mouvement par V.F. dans la Somme. Engagée dans la bataille de la Somme, occupation d'un secteur entre l'est de Bouchavesnes et la route principale de Péronne[1].
- 19 octobre - 23 novembre : retrait du front, repos dans la région de Vouziers.
- 23 novembre 1916 - 10 mars 1917 : mouvement vers le front, occupation d'un secteur au sud-est de Bapaume. À partir du 17 décembre, occupation d'un secteur entre Bouchavesnes et le bois de Saint-Pierre-Vaast.

février - 10 mars : occupation d'un secteur au nord de la Somme, entre l'Ancre et le sud d'Achiet-le-Petit.

#### 1917
- 10 mars - 15 avril : participe au repli allemand lors de l'opération Alberich ; à partir du 20 mars, la division occupe de nouvelles positions à l'ouest du Catelet, vers Gouzeaucourt et Villers-Guislain.
- 15 avril - 1er juin : engagée dans la bataille d'Arras au sud de la Scarpe dans la région de Monchy-le-Preux[2].
- 2 - 15 juin : retrait du front, repos.
- 15 juin - 10 juillet : mouvement vers le front, occupation d'un secteur du front dans la région d'Armentières.
- 10 juillet - 10 août : retrait du front, repos dans la région de Gand.
- 10 août - 25 septembre : engagée dans la bataille de Passchendaele autour de la route reliant Ypres à Ménin vers Klein-Zillebeke. La division subit des pertes très lourdes durant cette période[2].
- 26 septembre 1917 - 21 février 1918 : mouvement de rocade vers la région de Cambrai. À partir du 20 novembre, engagée dans la bataille de Cambrai, combats dans la région de Banteux, Masnières[2]. À partir du mois de décembre, la division occupe un secteur dans la région de Marcoing.

janvier 1918 : relève de la 185e division d'infanterie, occupation d'un secteur vers La Vacquerie vers Villers-Plouich.

#### 1918
- 21 février - 20 mars : retrait du front, repos.
- 21 mars - 1er avril : engagée dans l'opération Michael, la division renforce le front vers Cambrai et attaque vers Maricourt et l'ouest d'Albert[2], la division subit de fortes pertes.
- 1er - 10 avril : retrait du front, repos.
- 10 - 23 avril : relève de la 12e division de réserve[2], occupation d'un secteur dans la région de Lens.
- 23 - 29 avril : mouvement de rocade vers Avion ; engagée dans la bataille de la Lys, relevée par la 12e division de réserve[2].
- 29 avril - 27 septembre : mouvement de rocade, occupation d'un secteur dans la région de Festubert ; actions locales.
- 28 septembre - 29 octobre : mouvement et occupation un secteur dans la région de Marcoing.
- 30 octobre - 11 novembre : retrait du front, mouvement par V.F. dans la région de Ath, mouvement vers le front. Le 10 novembre, la division est localisée à Ellezelles[2]. Après la signature de l'armistice, la division est transférée en Allemagne où elle est dissoute au cours de l'année 1919.

## Chefs de corps
| Grade                  | Nom                                    | Date                             |
| ---------------------- | -------------------------------------- | -------------------------------- |
| General der Infanterie | Hans von Guretzky-Cornitz (de)         | 2 août 1914 - 11 juillet 1917    |
| Generalleutnant        | Julius August Hildemann                | 12 juillet 1917 - 9 janvier 1918 |
| Generalleutnant        | Wilhelm Georg Ernst von Zglinicki (de) | 10 janvier - 20 décembre 1918    |